# Iwasawa Toru
Toru Iwasawa (sinh ngày 18 tháng 6 năm 1985) là một cầu thủ bóng đá người Nhật Bản.

## Sự nghiệp câu lạc bộ
Toru Iwasawa đã từng chơi cho Arte Takasaki và YSCC Yokohama.